# میشائیل بونن
میشائیل بونن (آلمانی: Michael Bohnen; ۲ مهٔ ۱۸۸۷ – ۲۶ آوریل ۱۹۶۵) هنرپیشه و خواننده اپرا اهل آلمان بود.
از فیلم‌ها یا برنامه‌های تلویزیونی که وی در آن نقش داشته‌است می‌توان به طلا، روتشیلدها، ترانه مادر و زندانی پادشاه اشاره کرد.